# Hans-Peter Friedrich
Hans Peter Friedrich (ur. 10 marca 1957 w Naila) – niemiecki polityk i prawnik, działacz Unii Chrześcijańsko-Społecznej (CSU), poseł do Bundestagu, od 2011 do 2013 minister spraw wewnętrznych, w latach 2013–2014 minister rolnictwa i polityki żywnościowej.

## Życiorys
Po ukończeniu gimnazjum w Naila (matura 1978) odbywał służbę wojskową w Bundeswehrze, następnie zaś studiował prawo na uniwersytetach w Monachium i Augsburgu. Zdał państwowe egzaminy prawnicze I oraz II stopnia, a w 1988 doktoryzował się w zakresie prawa. Kształcił się również w zakresie ekonomii w Augsburgu i na prowadzącym naukę w systemie d-learningu Fernuniversität in Hagen.
W 1973 wstąpił do chadeckiej młodzieżówki Junge Union, rok później został członkiem bawarskiej Unii Chrześcijańsko-Społecznej.
Od 1988 pracował jako radca w federalnym ministerstwie gospodarki, następnie od 1990 do 1991 w ambasadzie RFN w Stanach Zjednoczonych. W latach 1991–1998 był pracownikiem frakcji CDU/CSU w Bundestagu, w tym od 1993 osobistym rzecznikiem lidera podgrupy poselskiej CSU Michaela Glosa. W wyborach w 1998 uzyskał po raz pierwszy mandat deputowanego do Bundestagu XIV kadencji. Z powodzeniem ubiegał się o reelekcję w następnych wyborach w 2002, 2005, 2009, 2013, 2017 i 2021.
Od 2005 był wiceprzewodniczącym frakcji CDU/CSU, a w latach 2009–2011 przewodniczył grupie poselskiej CSU w niższej izbie niemieckiego parlamentu. 2 marca 2011 ogłoszony kandydatem na stanowisko federalnego ministra spraw wewnętrznych w drugim rządzie Angeli Merkel, a następnego dnia mianowany przez prezydenta Christiana Wulffa na to stanowisko. Urząd ten sprawował do 17 grudnia 2013, po czym tego samego dnia został ministrem rolnictwa i polityki żywnościowej w trzecim gabinecie dotychczasowej kanclerz. Zakończył urzędowanie 17 lutego 2014. Ustąpił z tej funkcji w związku z zarzutami, że jako minister spraw wewnętrznych miał przekazać opozycyjnym wówczas socjaldemokratom niejawną informację o toczącym się postępowaniu w sprawie jednego z ich deputowanych. Powrócił wówczas na stanowisko wiceprzewodniczącego frakcji chadeckiej w Bundestagu. W 2017 powołany na wiceprzewodniczącego niższej izby federalnego parlamentu, funkcję tę pełnił do 2021.

## Życie prywatne
Jest żonaty, ma troje dzieci.